# Emma Lou Diemer
Emma Lou Diemer (Kansas City, Misuri, 24 de noviembre de 1927-Santa Barbaray, 2 de junio de 2024) fue una compositora y pedagogo musical estadounidense.

## Vida
Realizó sus estudios en las disciplinas de composición y piano en varias universidades y conservatorios y con muchos profesores. Estudió en el Conservatorio de Kansas City con Wiktor Łabuński y Gardner Read, simultáneamente en la Universidad Central de Misuri órgano con Edna Scotten Billings. A partir de 1945, estudió en la Eastman School of Music composición con Edward Royce, de 1947 a 1950 en la Yale University con Paul Hindemith y Richard Donovan, obteniendo aquí en 1949 el Bachelor y en 1950 el Master of Music. De 1952 a 1953 estudió en el marco del Programa Fulbright en Bruselas composición con Jean Absil. Después regresó a los EE. UU., estudió en Tanglewood composición con Ernst Toch (1954), Roger Sessions (1955) y nuevamente en la Eastman School of Music con Bernard Rogers y Howard Hanson – allí se doctoró en 1960 con su Sinfonía sobre temas indígenas americanos.
De 1959 a 1961 trabajó para el Ford Foundation Young Composers Project. De 1964 a 1965 fue compositora consultora en el Contemporary Music Project of Music Educators. La Universidad de Maryland la nombró profesora asistente de teoría musical y composición de 1965 a 1970. Desde 1971 enseñó en la Universidad de California en Santa Barbara como profesora de teoría musical y composición hasta 1991. A partir de enero de 1991, trabajó como profesora emérita en el mismo instituto. Desde 1940 también se desempeñó como organista, entre otros, en la First Church of Christ Scientist (1973–1984) y en la First Presbyterian Church en Santa Barbara (1984–2001).
Su obra abarca alrededor de 500 composiciones. Entre sus obras más conocidas se encuentran Three Madrigals con textos de Shakespeare. Su espectro estilístico abarca desde tonal hasta atonal, desde neoclásico hasta experimental, desde lo religioso hasta lo secular, desde la obra orquestal hasta la música electrónica.

## Obras

### Obras para orquesta
- 1954 Suite for Orchestra
- 1958 Concerto for Harpsichord and Chamber Orchestra
- 1959 Symphony No. 2 on American Indian Themes
- 1959 Pavane for string orchestra
- 1959 Youth Overture
- 1960 Rondo Concertante
- 1961 Symphonie Antique
- 1961 Festival Overture
- 1963 Concerto for Flute
- 1967 Fairfax Festival Overture
- 1977 Concert Piece for Organ and Orchestra
- 1985 Suite of Homages
- 1988 Serenade for String Orchestra
- 1991 Concerto in One Movement for Marimba
- 1991 Concerto in One Movement for Piano
- 1995 Concerto in One Movement for Organ and Chamber Orchestra: „Alaska“
- 1996 Santa Barbara Overture
- 2003 Aria for String Orchestra
- 2004 Homage to Tchaikovsky
- 2004 Chumash Dance Celebration
- 2004 Concerto in One Movement for Piano

### Obras para banda de viento
- 1960 Brass Menagerie Suite
- 1981 La Rag
- Concert for Flute and Band

### Música coral
- 1960 Three Madrigals
- 1970 Anniversary Choruses sobre textos de los Salmos para coro y orquesta
- 1970 O to Make the Most Jubilant Song
- 1976 Four Poems by Alice Meynell para soprano o tenor y orquesta de cámara (2 flautas incl. piccolo, 2 percusiones, vibráfono, xilófono, arpa, clavecín, piano y cuerdas)
- 1976 From This Hour, Freedom cuerdas y percusión
- 1984 Three Poems by Oscar Wilde
- 1984 More Madrigals
- 1985 Invocation texto de May Sarton para coro y orquesta
- 1988 Christmas Cantata, „The Holy Chld“
- 1988 A Feast for Christmas para quinteto de metales y piano
- 1991 There is a Morn Unseen texto de Emily Dickinson para coro y orquesta
- 1993 Kyrie para coro mixto, piano a 4 manos y órgano
- 1993 To Come So para coro mixto, coro femenino y conjunto de cámara
- 1996 Gloria para coro mixto, dos pianos y percusión
- 1996–2000 MASS en latín para coro mixto, solistas, dos pianos y percusión

### Música de cámara
- 1960 Woodwind Quintet No. 1
- 1960 „Declamation“ for Brass and Percussion
- 1962 Sextet for Piano and Woodwind Quintet
- 1972 Music for Woodwind Quartet
- 1974 Movement for Flute, Oboe and Organ
- 1976 Movement for Flute, Oboe, Clarinet and Piano
- 1987 String Quartet No. 1
- 1990 „Laudate“ for Trumpet and Organ
- 1992 Sextet for Flute, Oboe, Clarinet, Violin, Cello, Piano
- 2000 Psalms for Trumpet and Organ
- 2000 Psalms for Organ and two Percussion
- 2000 Psalm 122 and Psalm 1 for Bass Trombone and Organ
- 2000 Psalm 121 for Organ, Brass and Percussion

### Música para instrumentos de teclado
- 1951 St. Anne para órgano
- 1957 Festival Voluntary for the Feast of St. Mark para órgano
- 1958 Fantasie para órgano
- 1959 Hymn setting on He Leadeth Me para órgano
- 1960 Ten Hymn Preludes para órgano
- 1961 Time Pictures para piano
- 1964 Toccata para órgano
- 1965 Seven Etudes para piano
- 1965 Seven Hymn Preludes para órgano
- 1967 Fantasy on „O Sacred Head“ para órgano
- 1969 Toccata and Fugue para órgano
- 1970 Celebration, Seven Hymn Settings para órgano
- 1970 Three Fantasies on Advent/Christmas Hymns para órgano
- 1971 Sound Pictures para piano
- 1971 Four on a Row para piano
- 1973 Declarations para órgano
- 1976 Jubilate and Contrasts para órgano
- 1979 Toccata para piano
- 1982 Elegy for Organ Duo para órgano
- 1984 Suite of Easter Hymns para órgano
- 1992 Psalms for Organ para órgano
- 1992 Toccata para clavecín
- 1993 Fantasy for Piano para piano
- 1994 God With Us, Eleven Pieces for Organ
- 1995 We Praise Your Name, Suite for Organ on „Grosser Gott“

### Música para percusión
- 1955 Toccata for Marimba
- 1980 Solotrio for xylophone, vibraphone and marimba (un jugador)
- 1990 Concerto in One Movement for Marimba
- 2004 Toccata for Six for 2 xylophones, 2 marimbas, 2 vibraphones
- Ice Rhythm (solo marimba)
- Toccata for Timpani (solo timpani)

### Música electrónica
- 1978 Patchworks cinta de 2 o 4 canales creada en Electrocomp 101 y secuenciador
- 1980 Scherzo
- 1982 God is Love for SSAATBB and tape
- 1984 A Day in the Country for clarinet and tape
- 1985 The Lord's Prayer for SATB and Tape (or organ)
- 1986 Church Rock for Organ and Tape
- 1989 Serenade for Woodwind Quintet and Tape